# Шумахер Петро Васильович
Шумахер Петро Васильович (6 [18] серпня 1817 Нарва — 11 [23] травня 1891, Москва) — російський поет-сатирик, пародист і гуморист. Найбільш міцну славу Шумахер здобув завдяки приписуваному йому анонімному збірнику нецензурної (або срамной) поезії «Між друзями», вперше виданому в Лейпцигу і Веймарі в 1883 році.
Німецько-польського походження. Його предки данці оселилися в Росії ще за часів царя Олексія Михайловича. Прадід володів в Москві аптекою. Батько, учасник війни 1812 року, на посаді ад'ютанта графа Єгора Канкріна дійшов до Парижу, а під час свого повернення з Європи — одружився з полячкою Хлобисевич, майбутньою матір'ю поета.
Спершу Петро Шумахер навчався в Орші в єзуїтському конквіті, а потім в Петербурзькому Комерційному училищі. Після закінчення курсу поступив на дрібну посаду в Військове міністерство, але досить скоро перейшов в фінансове відомство «чиновником для письма» до Якобсона.
У 1835 році у службових справах переселяється в Сибір. У 1840-х роках ненадовго повертається в Санкт-Петербург, однак виходить у відставку, щоб вступити на приватну службу керуючим золотими копальнями Базилевських, Рюміних і Бенардакі. Під час службових поїздок по копальнях, до речі, Шумахер не раз зустрічався з декабристами, що додатково зміцнило його різко-критичний погляд на російську дійсність.
Залишивши службу цілком заможною людиною, в 1853—1854 роках Шумахер разом з дружиною відправляється подорожувати по Європі (відвідали Францію, Італію і Німеччину). Повернувшись з-за кордону, в 1855 році поселяється в Нижньому Новгороді.

Швидко витративши нажите в Сибіру, на початку 1860-х Шумахер був змушений знову повернутися в Санкт-Петербург і вступити на службу, де його знову визначають і направляють в Сибір. Одночасно він остаточно розходиться зі своєю колишньою дружиною, що стало для нього справжнім звільненням.
На початку 1860-х років Петро Шумахер служить чиновником особливих доручень при генерал-губернаторові Східного Сибіру графі Муравйові-Амурському. За роки служби об'їздив величезну територію генерал-губернаторства, займаючись описом населення і берегів Амура. За дорученням Муравйова-Амурського і користуючись наданими йому документами, Шумахер також займається складанням історії краю. Результатом роботи стали кілька історичних нарисів, що вийшли в кінці 1870-х років в «Російському Архіві».
У 1872 році, в черговий раз вийшовши у відставку, Шумахер знову повернувся до Петербурга. Спершу він серйозно намагався вести спосіб життя професійного літератора і зробити кар'єру поета. Однак безладний спосіб його життя (в тому числі, постійні роз'їзди і довге перебування в Сибіру або Нижньому) і, головне, сам характер його темпераменту і таланту перетворював фігуру поета в яскраво-маргінальну.

В некролозі з нагоди смерті поета, надрукованому в тижневику «Артист», було сказано: «Шумахер був переважно сатирик — і тільки саме в цьому роді творчості не можна не визнати його поетом самостійним. У багатьох речах цього жанру він (як за напрямком, так і по легкості стилю і тонкої грайливості) нагадує знаменитого Беранже».